# 桃花女鬥周公
《桃花女鬥周公》，簡稱《桃花女》是中国著名民间传说。描述的是一个精通命理的少女与知名的算命先生周乾以術法相鬥的曲折故事。當中的內容包括不少嫁娶之習俗與傳統的擇日學觀念。
這故事本為民間說書，爾後逐漸演變為雜劇等文學創作，元朝王曄因而作了《桃花女破法嫁周公》。

## 簡介
由於各地說書人版本口傳，大同小異，較流行的故事梗概如下：
古時洛邑有一算命師周乾，相貌堂堂、口若懸河，號稱上知天文、下知地理，易經占卜甚靈，十數年從未出錯，年未三十，人不敢呼其名，只「周公」稱之。誰知同村有一個二八佳人任桃花（人稱桃花女），亦精通法術，時常與周公爭執。周公卜卦斷言同鄉的石宗輔與自家的傭人彭鏗必死，誰知桃花女卻以法術救了石宗輔與彭鏗，害得周公連續兩次預言失準，周公一怒之下，就假意要娶桃花女（一說是聘桃花女為兒媳婦），卻想利用婚姻的禁忌以謀害桃花女，桃花女居然立刻應允。
周公擁有擇日的知識，選在惡月惡日惡時惡刻迎娶之，犯了「金神七煞」、「當太歲煞」、「蜈蚣蟲煞」、「暑氣熱煞」、「下花轎煞」、「日遊神煞」、「破月命煞」、「門檻馬煞」、「羊雞星煞」、「寒水冷煞」、「喪弔星煞」、「白虎星煞」等，種種凶煞，都能害新娘必死。
桃花女一一破解，桃花女戴上鳳冠霞帔，抵擋了「金神七煞」；她倒退三步，以紅布蒙頭，抵擋了「當太歲煞」；桃花女用籃子裝了一隻大公雞，提到花轎口，咒稱：「昴日雞、昴日雞，破蜈蚣、喫毒蟲」，抵擋了「蜈蚣蟲煞」，隨即桃花女將雞給予旁人，又拿一把扇子從轎頂敲到轎底，丟了出去，抵擋了「暑氣熱煞」：一下花轎，她命人取來兩張乾淨的草蓆鋪地，腳不落地，抵擋了「下花轎煞」；又命人拿一個米篩，遮著頭部，抵擋了「日遊神煞」；她踏破一片瓦，抵擋了「破月命煞」；經過門檻時，她又將一個馬鞍摔落門檻，輕輕跨過，抵擋了「門檻馬煞」；又踏過一個火罐，抵擋了「寒水冷煞」，一進門內，她撒了一把五穀米，避開了「羊雞星煞」，又命人在門口放鞭炮（一說射箭），抵抗了「喪弔星煞」；最後一煞「白虎星煞」，她取出一支竹青，上懸生豬肉一塊，引開了白虎星。周公瞭解了桃花女之法力素養，終於停止迫害，真心相待，桃花女也愛惜周公之才氣與英俊，兩人相知相守，共成連理。
結婚不久，真武大帝下凡，將兩人引回天界，原來兩人原本是真武身旁的金童玉女，本為連理，卻因口角爭執，兩人負氣逃離，各入塵世，了此因果，功德圓滿，回歸天庭。

## 延伸阅读
[在维基数据编辑]